# Reszat Ramadani
Reszat Ramadani, mac. Решат Рамадани (ur. 30 czerwca 2003 w Tetowie) – północnomacedoński piłkarz występujący na pozycji pomocnika w klubie Dynamo Kijów.

## Kariera klubowa
Wychowanek klubu Shkëndija Tetowo. Karierę piłkarską rozpoczął 19 września 2021 roku w podstawowym składzie Shkëndii. 1 marca 2023 podpisał kontrakt z Dynamem Kijów, w barwach którego 20 maja 2023 zadebiutował w Premier-lidze w wygranym 5:1 meczu z FK Ołeksandrija.

## Kariera reprezentacyjna
Występował w juniorskiej i młodzieżowej reprezentacjach Macedonii Północnej.

## Sukcesy

### Sukcesy klubowe
Shkëndija Tetowo
- 3.miejsce Mistrzostw Macedonii Północnej: 2021/22